# Rhys (cràter)
Rhys és un cràter d'impacte en el planeta Venus de 44 km de diàmetre. Porta el nom de Jean Rhys (1894-1979), escriptora gal·lesa, i el seu nom va ser aprovat per la Unió Astronòmica Internacional el 1994.